# 文学賞
文学賞（ぶんがくしょう）とは、優れた文学作品やそれを執筆した作家に対して授与される賞の総称である。

## 世界の文学賞
世界の著名文学賞の中でもで特に高い権威を持つ賞には、ブッカー賞、ゴンクール賞、ピューリッツァー賞 フィクション部門、フランツ・カフカ賞、エルサレム賞、ノーベル文学賞などが挙げられる。ブッカー賞はイギリスおよびアイルランド国内で英語で書かれたもの、ゴンクール賞はフランス国内でフランス語で書かれたもの、ピューリッツァー賞フィクション部門は米国で書かれたものと、前者3賞はその国内のその言語で書かれた小説を選考対象としている。後者3賞は言語や地域を問わず、特にノーベル文学賞は小説家（散文）に限らず、詩人や劇作家なども対象としている。
国際的に権威の高い文学賞として世界的な認知を得ているものにあっては、選考対象としては英語をはじめとする多言語で作品が翻訳され、現地の出版社から販売されて国際的に知名度と人気を確立している作家が多く、賞を授与されることは作家としての最高の栄誉とされ、最終選考の候補として正式にノミネートされるだけでも国家や言語の枠を超えて大きな商業効果が発生することがある。

## 日本の文学賞

### 概要
文学賞は、文壇に登場していない新人を主な対象とし未発表の作品を公募して作品を選考し授与する賞（公募新人賞）と、新聞・雑誌への掲載や単行本の刊行などの形式で既に発表済みである作品や既存の作家に授与する賞に大別できる。
また、特に小中学生や幼児向け児童書（童話・絵本など）を対象としている場合、児童文学賞と称することがある。
名称については、出版社・レーベル名や主催者の名前を直接冠したものが多くある。又、それ以外では文学史・文壇やそのジャンルの歴史において重要な足跡を残した物故者の作家の名を冠したものも多い。このような人名を冠した賞の場合、故人の多大な功績を記念・顕彰する文学賞という主旨になるのが基本であるが、大江健三郎賞や小松左京賞などは創設時点で存命かつ現役の大家の名を冠し、その作家自身も選考・選評・表彰などで携わっている。
作品の選考は選考委員がいるならば最終的に選考委員による会合に委ねられるが、多くの賞では選考委員が関与するのは最終選考と講評のみである。実際にはその前段階として内部審査が設定され、作品の内容・性質や完成度の他、小説作品で著されている作者の思想や主張、作者の人物プロフィールなどについて、主催者・出版社・編集部などの求める販売戦略や人物像と合致しているか、賞の理念と相反していないかなどといったフィルターが掛けられ、膨大な応募作品や対象作品から数次にわたってふるい落とし、最終候補の数点まで絞り込んでいくのが一般的である。文学賞において授賞の作品・作家を出すか否かは基本的に主催者や選考委員の裁量の範囲である。しかし、その方針やその他様々な要因から各文学賞ごとに選考・授賞の評価基準は異なり、後述するように新人発掘を目的とする公募新人賞であってもプロデビューに繋がる上位入賞者を中々出さないものも存在する。
授賞が決まった作家は正賞・副賞を授与され、受賞の経歴という箔が付き、作品が紹介され、それと共に多くは次回作の掲載・刊行の機会を得ることになる。ただし、文壇で重きをなす文学賞であっても“受賞”と“長期的に作家として文筆一本で生活していけるか”はあくまで別の話で、たとえば猪瀬直樹は石原慎太郎との会話の中で、歴代の芥川賞作家の中にも生活保護を受けている人が多くいる、というようなやりとりがあったことを自身のブログで過去に記している。
候補作・応募作に賞を授与することを、主催者側の立場から見た場合には「授賞」といい、逆に賞を受ける立場から見た場合には「受賞」と表現する。

#### 表彰
多くの文学賞では、授賞決定に際して主催者が受賞者を招待して授賞式を開催し正賞・副賞として表彰状や賞金・記念品の授与を行う。
それと前後して、公式ホームページや主催者側が刊行する文芸誌や新聞などにおいて作品の掲載や紹介と、選考委員による講評が行われる。さらに、既存の作家に授与する主要な文学賞では授賞式を報道マスコミが取材し、受賞者・選考委員を対象とした記者会見や質疑応答が行われる。
授賞の対象者は多くは1名ないし2名程度であるが、公募新人賞などでは大賞や金賞をはじめに数段階の賞を設定し、下位の佳作入選まで含めれば入賞者が10名を超えることもある。逆に選考の結果として授賞に相応しい作品が無いと判断された場合には「該当なし」という結果発表を行い、表彰式の開催や講評を見送ることもある。

#### 正賞・副賞
商業出版の世界の文学賞のほとんどには正賞・副賞の規定があり、これに則って授賞する作品・作家に対して賞状と規定の賞金や記念品が贈呈される。
授与される記念品や賞金の額については賞ごとに異なり、近年では『このミステリーがすごい!』大賞、ポプラ社小説大賞など、公募新人賞にも1,000万円を超える高額賞金が懸けられたものが存在する。後述のように公募新人賞については雑誌掲載や単行本刊行など、受賞作品での商業作家としてのデビューを保証しているものが多い。
逆に規定にあるのは表彰のみで、賞金や記念品の贈呈が一切無く、表彰式などのセレモニーも行われず“結果発表”だけで終了するものもある。無賞金の賞は国際的に権威の高い著名作家への文学賞でも珍しいものではなく、公募新人賞でも賞金は無く最上位入選に対する自社の雑誌やレーベルからの作家としてのデビューだけが約束されているというものは珍しくない。他方、自費出版系の出版社の公募新人賞のように、応募者にとって受賞のメリットが実質的に当該作品の自費出版の費用の割引や部数の増量などのサービスだけで、受賞しても商業出版の世界での作家デビューにすら事実上直結しないものも存在する。

### 文学賞の種類

#### 公募新人賞
公募新人賞の多くは、有望な新人作家の発掘を目的として、出版社や出版社が出資した文学関係の財団法人などが主催者となり原稿を募集し選考と授賞を行う。
大半の公募新人賞では、作家として文壇にデビューしていないアマチュアが主対象で、応募作品は未発表の作品とされ、中には他の新人賞への応募や同人誌などでも発表していない完全に未発表・未公表である作品に限定しているものもある。また、佳作・入選などの下位入賞も含めて、入賞作品については著作権（出版権）が出版社に帰属する規定になっているものが多い。
最上位の入賞作品については、関係する文芸誌やレーベル旗艦誌を持つ賞の場合その雑誌への掲載が約束され、雑誌掲載が難しい長編作品を主対象とする公募新人賞では単行本の刊行を保証していることが多い。
公募新人賞の入選作品の数は出版社・編集部の販売戦略やレーベルの新設や増強などの販売戦略、応募者の作品の水準によって前後する。レーベル新設時などは必要に応じて最上位の賞などから下位入選まであわせて10作品以上を選出することもあれば、レーベルの売上が低迷していたり編集部の抱える作家やその予備軍が人数的に飽和状態にあるなど契約作家を増やしにくい状態にある時などには、作品に求める水準が大幅に引き上げられて人数が絞りこまれ、入選者そのものが中々出なくなることもある。他方で、既存作家への賞の様に作品を厳選して1-2作品だけ入選作品を選出し、選考者の目に適う作品がなければ「選出なし」とするスタイルを続けている賞もある。
代表的な公募新人賞としては、文學界新人賞、群像新人文学賞、オール讀物新人賞、江戸川乱歩賞などが知られるが、文芸誌や自社レーベルを持つ出版社の多くは何らかの公募新人賞を行っており、特定ジャンルに限定した公募新人賞も数多く存在する。
選考委員は主に中堅・ベテランの著名作家、評論家、レーベル・旗艦誌の編集部の編集長クラスの人物が務めるが、メフィスト賞のように編集部と編集者の内部選考によって授賞を決定する賞もある。公募新人賞を受賞したことをきっかけに文壇にデビューして後に人気作家となった人物が、後年大成してからその賞の選考委員を委嘱されて授賞する側に回るケースも少なくない。
地方自治体やその関連団体が主催する公募新人賞も存在するが、この場合、受賞作の多くは後援として携わる地方紙や地方の文芸誌に掲載されるのみで、受賞によって作家としてのデビューが約束されるわけではない。ただし、坊っちゃん文学賞などのように、全国で発売される雑誌と提携関係がありその雑誌に受賞作が掲載される賞もある。

#### 新人賞
キャリアの浅い新人・新進の作家が執筆し、雑誌に掲載、あるいは単行本として出版された作品の中から、優れた作品を選出し授賞する賞である。多くはキャリアの浅い作家にとっての登竜門と位置づけられており、賞金や記念品以上に受賞そのものが作家のキャリアにおいて重要な意味合いを持つことが多い。
代表的なところでは芥川賞、野間文芸新人賞、三島由紀夫賞、山本周五郎賞などがある。直木賞も創設当初は既発表の大衆文学の新人作家の作品を対象とした賞という主旨であったが、近年では既に作家として一本立ちしている中堅以上の作家の作品への授賞が専らであり、新人賞とは呼べない性質のものになっている。
芥川賞、野間文芸新人賞、三島由紀夫賞の三賞は純文学の新人賞において重きをなし「三冠」と呼ばれることもあるが、2024年現在、この三賞全てを受賞しているのは笙野頼子、鹿島田真希、本谷有希子、村田沙耶香、今村夏子、朝比奈秋の6人である。他に群像新人文学賞、新潮新人賞、文學界新人賞、文藝賞、すばる文学賞、太宰治賞などが知られている。
純文学や大衆文学など数多くの新人賞が存在しているジャンルがある一方で、後発の歴史の浅いジャンルや比較的マイナーなジャンルではこのような新人賞が事実上無いか、中堅層以上の作家に与えられる文学賞と事実上同一化して扱われているものもある。

#### 中堅以上の作家への賞・功労賞
中堅以上の作家やその作品に対して授与される文学賞として、野間文芸賞、読売文学賞、日本藝術院賞（第二部・文芸）、谷崎潤一郎賞、毎日出版文化賞（文学・芸術部門）、新潮社文学賞及びその後身の日本文学大賞（1987年終了）、女性作家に与えられる女流文学者賞及びその後身の女流文学賞（2000年終了）、短篇小説に与えられる川端康成文学賞（2018年を以て休止するも2021年に再開）、大衆小説に与えられる吉川英治文学賞などがある。菊池寛賞は設定当初は年配作家に与えられる功労賞だったが、戦後復活した際に文芸以外の個人・団体へも対象が広がった。また、芸術選奨文部科学大臣賞や毎日芸術賞は文学に限らず芸術各分野の人物に与えられる賞である。これらの主要な文学賞の場合、単一の作品のみならず作家としての総合的な筆力も選考にあたっての評価対象となるため、受賞実績を積み重ねてゆくことで文壇における地位が確立され、やがて大家として認められるようになる。
ジャンル別では推理小説では日本推理作家協会賞や本格ミステリ大賞、日本ミステリー文学大賞、SFでは星雲賞や日本SF大賞などがあり、その他にも数多くの分野ごとに最高峰とされる賞が存在する。

#### 小説以外を対象とした文学賞
小説以外の様々なジャンルの文学・文芸に特化した文学賞も数多く存在する。
現代詩では、高見順賞や新人賞であるH氏賞などがある。短歌では、現代歌人協会賞や、新人賞である角川短歌賞や現代歌人協会賞などがあり、俳句では現代俳句協会賞や新人賞の角川俳句賞などがある。
他にも、評論や随筆などを対象とした小林秀雄賞、ノンフィクションを対象とした大宅壮一ノンフィクション賞、講談社ノンフィクション賞、新潮ドキュメント賞、戯曲を対象とした岸田國士戯曲賞、翻訳だけに与えられる日本翻訳文化・出版文化賞などさまざまに設けられている。これらは、それぞれの文学ジャンルにおいて方向性やトレンドを示す存在として重要視されている。
風変わりな所では、1970年代の雑誌『面白半分』において、宣伝のために書籍の下部に巻かれる腰巻（帯）に書かれるキャッチコピーを対象とした日本腰巻文学大賞という賞が開催されたこともある。この場合、腰巻というものの性質上、文章を製作した受賞者・選考対象者が編集者ということも珍しくなかった。

#### 地方文学賞
出版社ではなく、地方自治体や地域の団体が主催者となる地方文学賞が1990年頃から増えてきており、独自の発展をみせている。その土地にゆかりのある文学者の名を冠するなど、町おこしの一環としても行われている。
代表的なものとしては、1973年より金沢市が主催している泉鏡花文学賞があり、地方自治体が主催する全国規模の文学賞の先駆けでもある。他にも太宰治賞（三鷹市・筑摩書房主催。ただ第15回以降）、紫式部文学賞（宇治市・宇治市教育委員会主催）、坪田譲治文学賞（岡山市主催）、伊藤整文学賞（小樽市・北海道新聞社主催。2014年終了）など数多い。

#### 新聞社主催による賞
全国紙・地方紙を問わず、新聞社やその関連団体が主催する文学賞も存在する。
読売新聞社主催の読売文学賞には小説賞の他に戯曲・シナリオ部門賞、随筆・紀行賞、評論・伝記賞、詩歌俳句賞、研究・翻訳賞の各部門が設けられており、朝日新聞社主催の大佛次郎賞や毎日新聞社主催の毎日出版文化賞は小説だけでなく評論・ノンフィクション・エッセイなどを幅広く対象としている。

### 文学賞に対する批判
多くの文学賞では受賞者に対して副賞として賞金が支払われるだけではなく、授賞する側に属する選考委員を委嘱される著名作家にも選考料などの名目で少なからぬ金額の謝礼が支払われ、概して賞の権威の高さと比例する形で謝礼も高額となり、選考会議にしても1日とはいえ長時間に渡る会議となり高級料亭での食事付きというものもある。そのため、文学賞の選考委員は著名作家の体のいいアルバイトと揶揄されることもある。
高い権威を持つ文学賞になると選考委員という地位それ自体も文壇政治におけるポストのひとつに等しく、作家にとっても文芸の世界での自身の権威や発言力の向上にも繋がる。だがその反面、特に選考委員について任期は設けず出処進退は自ら弁えるべしという姿勢を取る賞（たとえば芥川賞の選考委員は無任期制である）では、一度委嘱されればその後は自発的に退任するか、あるいは病気などで家族の意向という形で退任でもしない限り、亡くなるまでその地位に長年にわたり居続けることも可能であり、また高齢の大ベテランになると文壇・選考委員の重鎮としての存在感や発言力と裏腹に言動・選評が時代にそぐわないものになるばかりか、選考や賞自体の中長期的な方向性や究極的には賞の価値にまで悪影響を及ぼしてしまうことも起きかねず、そのような選考委員の高齢化や地位の長期独占は、時にその授賞選考などにも絡んで批判の対象となる。
また、各次選考過程において、各選考委員の専門分野・嗜好・思想・人間関係、その賞の前回以前の受賞作の傾向、出版社・編集部・編集者の事情・思惑・販売戦略、「後援」すなわちスポンサーの立場で賞イベントに関与する企業・団体の意向、候補者・応募者の話題性や関連業界との人脈などといった様々なバイアスが加えられることも少なくなく、関連する企業の商業的都合が優先されたり、文壇政治のパワーゲームの結果として授賞と作品の出来が必ずしも直結しなくなる場合もある。例えば、前回・前々回の受賞作から同じような作風の作品が続くと、新鮮味がないとして、受賞にマイナスにはたらくことがあったり、受賞作なしが続くと、主催者や選考委員の意向によって、受賞水準にやや不十分と判断された作品であっても受賞しやすくなることがある。また著者の話題性として、低年齢（史上最年少授賞）・家族・経歴・異分野での知名度（芸能人、文化人）などで左右される場合もある。
例えば直木賞では、主催者と強い関連を持つ文藝春秋の影響が色濃く、同社が数多くのベストセラーを手掛け強みを持つ歴史小説・時代小説・人情小説が有利と言われ実際に数多く授賞している一方で、企画・販売の実績が少なくノウハウに乏しいSF・ミステリー・ファンタジーなどに授賞した事例は少なく総じて不利とされており、SF作家である筒井康隆は自身の直木賞落選の経緯を批判的に風刺した小説『大いなる助走』を執筆している。直木賞がSF・ファンタジー系統の作品に授与されたのは、第99回（1988年上半期）の景山民夫『遠い海から来たCOO』が唯一の事例である。
また、高い権威を持つ著名文学賞の場合、知名度や文壇での地位を求めて受賞を渇望する人物や、自身の作品に絶対の自信を持ち受賞を確信して疑わない性格の人物が、自身の作品の落選という事態に対して強い不満を示す場合もある。有名な例としては中原昌也が、第135回芥川賞の候補に『点滅……』がノミネートされながらも、実際の選考会議ではほとんど議論の俎上に上げられることもないまま1票も入らず落選した際、選考委員に対して雑誌『SPA』の誌上で猛烈な批判を繰り広げた一件が知られる。
他にも様々な文学賞や公募新人賞において、最終選考に残った作品や作家を巡って、特定の選考委員の熱烈な推薦で授賞が決まった、逆に特定の選考委員の個人的な猛反対の批判により落選となった、選考会議の場に全く取り上げられることも無く落選した、他にも選考を巡る対立で審査委員が辞任した、授賞から何年も経ってから主催者・選考委員・スポンサーなどの授賞する側と作家や新人など受賞した側との間に何らかの関係があったことが明らかになった、などという裏話やトラブルの類は枚挙に暇が無い。
また、その時々の選考委員の文学賞の意義や目的などに対する考え方の違いによって、候補作の文学的評価・完成度とは別に、受賞から外されたり外されなかったりする場合もある。例えば新人賞であれば、その新人賞としての役割を重視して、商業文芸誌に掲載された作品や、既に他の文学賞を受けた作家の作品、もしくは（文学以外の業績によるものであっても）既に世間に知られている人物の作品であれば、それだけの理由で、たとえその作品の出来の良さが認められていたとしても受賞対象外とされることがある。しかし、委員の顔ぶれが変わると、同じ賞であってもそうした作品に受賞させることもあり、委員によって基準が変わることが批判されることもある。
他にも、筒井が『大いなる助走』で槍玉に挙げていることであるが、文学賞の選考委員として名前が出る人物には多忙な売れっ子が多く、そのような時間的余裕の無い人物が果たしてきちんと候補作や最終選考の作品を全て読破しその内容を把握・分析して選考に参加しているのかということも度々取り沙汰されてきた疑念であり、著名作家の選考委員としての「名義貸し」や、出版社・スポンサーや選考委員の人脈・都合が優先された縁故授賞などと言った不明朗な選考や「出来レース」の噂も、その真偽は別として散見される。
もっともこれらの批判については、賞というものが選考委員という人間が決めるものである以上は根源的に抱えている問題であり、当然のことであるといえる部分もある。また、権威または知名度が高いとされる賞、特に芥川賞・直木賞については、しばしば選考当時に世評高かった作品や、後に大成した作家の作品の取りこぼしが批判されたり、反対に受賞に足らないとされる作品に受賞させたことが賞の権威や公平性を低下させ、ひいては日本の文学を揺らがせるとして批判されることもあるが、これに対してはそもそも文学賞に過度の期待を抱きすぎであるという声もある。